# Metilmalonsav
| Metilmalonsav                                                                                                   |                                                  |
| |                                                  |
| \| \| \| |                                                  |
| Más nevek | Metilmalonsav                                    |
| Kémiai azonosítók                                                                                               |                                                  |
| CAS-szám | 516-05-2                                         |
| PubChem | 487                                              |
| ChemSpider | 473                                              |
| EINECS-szám | 208-219-5                                        |
| DrugBank | DB04183                                          |
| KEGG | C02170                                           |
| MeSH | Methylmalonic+acid                               |
| ChEBI | 30860                                            |
| SMILES | CC(C(=O)O)C(=O)O                                 |
| InChI | 1/C4H6O4/c1-2(3(5)6)4(7)8/h2H,1H3,(H,5,6)(H,7,8) |
| InChIKey | ZIYVHBGGAOATLY-UHFFFAOYSA-N                      |
| Beilstein | 1756084                                          |
| Gmelin | 50008                                            |
| UNII | 8LL8S712J7                                       |
| ChEMBL | CHEMBL1232416                                    |
| Kémiai és fizikai tulajdonságok                                                                                 |                                                  |
| Kémiai képlet                                                                                                   | C4H6O4                                           |
| Moláris tömeg                                                                                                   | 118.088 g/mol                                    |
| Sűrűség | 1.455 g/cm−3                                     |
| Olvadáspont | 134 °C                                           |
| Savasság (pKa)                                                                                                  | pKa1 = 3,07 pKa2 = 5,76                          |
| Ha másként nem jelöljük, az adatok az anyag standardállapotára (100 kPa) és 25 °C-os hőmérsékletre vonatkoznak. |                                                  |
| |                                                  |

A metilmalonsav a dikarbonsavak csoportjába tartozó kémiai vegyület. A malonsav alapszerkezetéből áll, és egy metilcsoportot is hordoz. A metilmalonsav sóit metilmalonátoknak nevezzük. 

## Anyagcsere

Propionát-anyagcsere útvonal metilmalonsav melléktermékkel

A metil-malonsav a propionát-anyagcsere útvonal mellékterméke. A kiindulási források a következők, zárójelben a teljes test propionát anyagcseréjéhez való hozzávetőleges hozzájárulásukkal:
- esszenciális aminosavak: metionin, valin, treonin és izoleucin[4] (~ 50%)[3]
- páratlan láncú zsírsavak[4] (~ 30%)[3]
- propionsav bakteriális erjesztésből[4] (~ 20%)[3]
- koleszterin oldallánc[4]
- timin[5]

A propionát-származékot, a propionil-CoA-t a propionil-CoA-karboxiláz D-metilmalonil-CoA-vá alakítja, majd a metilmalonil-CoA-epimeráz L-metilmalonil-CoA-vá alakítja. A citromsavciklusba való belépés az L-metilmalonyl-CoA-nak az L-metilmalonyl-CoA-mutáz által szukcinil-CoA-vá történő átalakításával történik, amelyhez kofaktorként B12-vitaminra van szükség adenozilkobalamin formájában. Ez a propionil-CoA-ból szukcinil-CoA-vá történő lebontási útvonal a citromsavciklus egyik legfontosabb anaplerotikus útvonalát képviseli. Metilmalonsav keletkezik ennek az anyagcsereútvonalnak a melléktermékeként, amikor a D-metilmalonil-CoA-t a D-metilmalonil-CoA-hidroláz metilmalonsavra és CoA-ra hasítja. Az acil-CoA-szintetáz családtag 3 (acyl-CoA synthetase family member 3, ACSF3) felelős a metilmalonsav és CoA metilmalonil-CoA-vá alakításáért.
Az intracelluláris észterázok képesek a metilmalonsavból a metilcsoport (-CH3) eltávolítására, és így malonsav keletkezik.

## Klinikai jelentőség

### B12-vitamin-hiány
Az emelkedett metilmalonsavszint B12-vitamin-hiányra utalhat, ez viszont szenzitív (a vitaminhiányos páciensek tesztje szinte mindig pozitív), de nem specifikus (vitaminhiány nélkül is előfordulhat emelkedett metilmalonsavszint). A B12-vitamin-hiányos betegek 90-98%-ában előfordul emelkedett metilmalonsavszint, és specificitása alacsony, mivel a 70 év felettiek 20-25%-ának emelkedett a metilmalonsavszintje, ebből 25-33%-nak nincs B12-vitamin-hiányuk. Ezért nem ajánlják az idősebbeknél a rutinszerű vizsgálatot.

### Anyagcsere-betegségek
A többletet a metilmalonacidémiával is összefüggésbe hozták.
Ha a megnövekedett metilmalonsavszint megnövekedett malonsavszinttel társulnak, ez kombinált malon- és metilmalonsav-acidémia (CMAMMA) jele lehet. A plazmában lévő malonsav és metilmalonsav arányának kiszámításával a CMAMMA megkülönböztethető a metilmalonacidémiától.

### Rák
Ezenkívül a metilmalonsavszint-emelkedés és a tumorprogresszió közt 2020-ban kapcsolatot mutattak ki.

### Bakteriális túlszaporodás a vékonybélben
A vékonybélben lévő baktériumburjánzás is emelkedett metilmalonsavszinthez vezethet a baktériumok B12-vitamin-felvételi kompetíciója miatt. Ez csak a szájon át bevitt vitaminra vonatkozik, és B12-vitamin-injekcióval megkerülhető. Rövidbél-szindrómás betegek esettanulmányaiból feltételezik, hogy a baktériumburjánzás megnövekedett a metilmalonsav prekurzorának, a propionátnak a megnövekedett képződéséhez vezethet. Ez esetekben kimutatták, hogy a metilmalonsavszint metronidazol beadása után visszatért a normális értékre.

## Mérés
A metilmalonsavszintet gázkromatográfiás tömegspektrometriával vagy LC-MS-sel mérik, és az egészséges emberekben elvárt tartomány 73–271 nmol/l.

## Lásd még
- Malonsav

## Fordítás
Ez a szócikk részben vagy egészben  a   Methylmalonic acid című angol Wikipédia-szócikk ezen változatának fordításán alapul.  Az eredeti cikk szerkesztőit annak laptörténete sorolja fel. Ez a jelzés csupán a megfogalmazás eredetét és a szerzői jogokat jelzi, nem szolgál a cikkben szereplő információk forrásmegjelöléseként.